# فيروزي (باغ صفا)
فیروزي (بالفارسية: فیروزی) هي قرية تقع في إيران في قسم باغ صفا الريفي. يقدر عدد سكانها بـ 75 نسمة بحسب إحصاء 2016.